# Dichochrysa fortunata
Dichochrysa fortunata is een insect uit de familie van de gaasvliegen (Chrysopidae), die tot de orde netvleugeligen (Neuroptera) behoort. 
Dichochrysa fortunata is voor het eerst wetenschappelijk beschreven door McLachlan in 1882.